# Partia Narodowa (Rumelia Wschodnia)
Partia Narodowa (bułg. Народна партия), nazywana także Partią Zjednoczeniową (bułg. Съединистка партия) – partia polityczna założona po 1879 przez Bułgarów zamieszkujących Rumelię Wschodnią. Ugrupowanie reprezentowało przede wszystkim interesy burżuazji i stanowiło opozycję polityczną wobec Partii Liberalnej. Głównym celem Partii Narodowej było szybkie zjednoczenie Rumelii Wschodniej z Księstwem Bułgarii przy pomocy Rosji, jednak po zdobyciu władzy w 1884 jej działacze wycofali się z realizacji tego celu. Spowodowało to gwałtowny spadek popularności ugrupowania i utratę przez nie znaczenia na scenie politycznej Rumelii Wschodniej. W 1894, już po zjednoczeniu kraju, część narodowców utworzyła wraz ze zwolennikami dawnej Partii Konserwatywnej nową Partię Narodową, która następnie przez 5 lat sprawowała władzę w Księstwie Bułgarii.

## Historia Partii Narodowej
Pierwsze wybory do parlamentu Rumelii Wschodniej, nazywanego Zgromadzeniem Dzielnicowym (bułg. Областно събрание), przeprowadzone 17 października 1879, przyniosły zdecydowane zwycięstwo Bułgarom, którzy zdobyli 31 mandatów, wobec 3 mandatów uzyskanych przez mniejszość grecką i 2 przez mniejszość turecką. Tym samym stało się oczywiste, że podstawowym celem polityków powinno być zjednoczenie kraju z Księstwem Bułgarii. Wkrótce po wyborach wyłoniły się dwa stronnictwa na rzecz zjednoczenia: umiarkowane, reprezentujące interesy burżuazji i duchowieństwa, które opowiadało się za szybkim przyłączeniem Rumelii do Księstwa z pomocą przychylnej tym dążeniom Rosji, oraz skrajne, odrzucające współpracę z Rosją i dążące do zjednoczenia na drodze walki zbrojnej, lecz dopiero wówczas, gdy zaistnieją sprzyjające okoliczności. Wkrótce potem zwolennicy pierwszego stronnictwa założyli Partię Narodową, a drugiego - Partię Liberalną. Wśród narodowców dominującą rolę odgrywał płowdiwski ród Geszowów, zajmujący się głównie handlem.  
W 1883 przeprowadzono drugie wybory parlamentarne, które zakończyły się porażką Partii Narodowej. Do zwycięstwa liberałów przyczyniło się poparcie gubernatora generalnego Rumelii Wschodniej, Aleka Bogoridiego, któremu nie odpowiadały prorosyjskie sympatie narodowców. W kwietniu następnego roku wygasł pierwszy pięcioletni mandat gubernatora. Rządząca Partia Liberalna opowiedziała się za ponownym wyborem Bogoridiego, jednak Rosja zablokowała jego kandydaturę i przeforsowała wybór Gawriła Krystewicza, na rzecz którego agitowała Partia Narodowa. Wkrótce potem, we wrześniu 1884, Krystewicz rozpisał nowe wybory parlamentarne. Narodowcy poprzedzili je szeroko zakrojoną kampanią, w której opowiedzieli się za rychłym zjednoczeniem Rumelii Wschodniej z Księstwem Bułgarii. Stanowisko to zostało poparte przez większą część społeczeństwa, co przełożyło się na zwycięstwo Partii Narodowej. W międzyczasie jednak zmieniła się sytuacja polityczna w Rosji, która przestała popierać zjednoczenie Bułgarii. Z tego powodu politycy Partii Narodowej jeszcze w 1884 wycofali się ze swoich obietnic wyborczych i ogłosili konieczność odłożenia planu przyłączenia Rumelii do Księstwa. Decyzja ta spotkała się z negatywnym przyjęciem ze strony społeczeństwa. Do narodowców przylgnęło określenie "fałszywi zjednoczeniowcy" (bułg. лъжесъединисти), zaś liberałowie ponownie zyskali popularność. W 1885 sympatycy Partii Liberalnej, wspierani przez emisariuszy Księstwa Bułgarii i księcia Aleksandra Battenberga, doprowadzili do zjednoczenia kraju. 
Po zjednoczeniu Partia Narodowa stopniowo rozwiązała się. W 1894 wywodzący się z niej działacze utworzyli wraz z politykami dawnej Partii Konserwatywnej, działającej w Księstwie Bułgarii w latach 1879–1884, nową Partię Narodową. Ta ostatnia sprawowała samodzielną władzę w kraju do 1899.

## Wybitni działacze Partii Narodowej
- Iwan Wazow (1850–1921) – pisarz, "ojciec literatury bułgarskiej"
- Konstantin Weliczkow (1855–1907) – pisarz, polityk
- Iwan Geszow (1849–1924) – pierwszy przewodniczący parlamentu Rumelii Wschodniej, minister finansów
- Iwan Stefanow Geszow (1854–1932) – burmistrz Płowdiwu, poseł
- Michaił Madżarow (1854–1944) – minister finansów Rumelii Wschodniej

## Organy prasowe Partii Narodowej
- gazeta Марица (w tłum. Marica) (1878-1885)
- gazeta Народний глас (w tłum. Głos Ludowy) (1879-1885)
- gazeta Съединение (w tłum. Zjednoczenie)